# México en la Copa Mundial de Fútbol de 2006
La selección de México fue uno de los 32 equipos participantes de la Copa Mundial de Fútbol de 2006 que se realizó en Alemania entre los días 9 de junio y 9 de julio de ese mismo año. Se clasificó para el torneo luego de obtener el primer lugar en el proceso de la Concacaf.
México fue elegido como uno de los 8 equipos cabezas de serie del torneo, liderando el Grupo D, en el que también se encontraban Portugal, Angola e Irán. El equipo llegó con altas expectativas de favorito por parte del público y personalidades como Lothar Matthaeus, Franz Beckenbauer, y Pelé. En el primer partido, el conjunto mexicano obtuvo una importante victoria ante los iraníes por 3:1 aunque no demostraron un gran juego. En los dos partidos siguientes, México no tendría un buen desempeño empatando sin goles ante los africanos y siendo derrotados por Portugal.
México clasificó a los octavos de final, pero en el segundo lugar de su grupo por lo que debió enfrentarse contra Argentina, otra de las selecciones favoritas del torneo. En un intenso partido, ambos equipos empataron 1:1 durante el tiempo regular. Aunque México dominó algunos momentos del partido, un gol de Maxi Rodríguez durante la prórroga eliminó a la selección mexicana del torneo, finalizando así en el lugar número 15 del torneo y sumando 20 años sin acceder a los cuartos de final desde que fue la selección anfitriona en México 1986.

## Clasificación

### Segunda ronda
| Fecha               | Lugar               |          |                     | Resultado  |                     |          |
| ------------------- | ------------------- | -------- | ------------------- | ---------- | ------------------- | -------- |
| 19 de junio de 2004 | San Antonio (E.U.A) | Dominica | Bandera de Dominica | 0:10 (0:5) | Bandera de México   | México   |
| 27 de junio de 2004 | Aguascalientes      | México   | Bandera de México   | 8:0 (5:0)  | Bandera de Dominica | Dominica |

### Tercera ronda
| Equipo                       | Pts | PJ | PG | PE | PP | GF | GC | Dif |
| ---------------------------- | --- | -- | -- | -- | -- | -- | -- | --- |
| México                       | 18  | 6  | 6  | 0  | 0  | 27 | 1  | 26  |
| Trinidad y Tobago            | 12  | 6  | 4  | 0  | 2  | 12 | 9  | 3   |
| San Vicente y las Granadinas | 6   | 6  | 2  | 0  | 4  | 5  | 12 | -7  |
| San Cristóbal y Nieves       | 0   | 6  | 0  | 0  | 6  | 2  | 24 | -22 |

| Fecha                   | Lugar         |                              |                                         | Resultado |                                         |                              |
| ----------------------- | ------------- | ---------------------------- | --------------------------------------- | --------- | --------------------------------------- | ---------------------------- |
| 8 de septiembre de 2004 | Puerto España | Trinidad y Tobago            | Bandera de Trinidad y Tobago            | 1:3 (1:2) | Bandera de México                       | México                       |
| 6 de octubre de 2004    | Pachuca       | México                       | Bandera de México                       | 7:0 (1:0) | Bandera de San Vicente y las Granadinas | San Vicente y las Granadinas |
| 10 de octubre de 2004   | Kingstown     | San Vicente y las Granadinas | Bandera de San Vicente y las Granadinas | 0:1 (0:1) | Bandera de México                       | México                       |
| 13 de octubre de 2004   | Puebla        | México                       | Bandera de México                       | 3:0 (1:0) | Bandera de Trinidad y Tobago            | Trinidad y Tobago            |
| 13 de noviembre de 2004 | Miami (E.U.A) | San Cristóbal y Nieves       | Bandera de San Cristobal y Nieves       | 0:5 (0:2) | Bandera de México                       | México                       |
| 17 de noviembre de 2004 | Monterrey     | México                       | Bandera de México                       | 8:0 (2:0) | Bandera de San Cristobal y Nieves       | San Cristóbal y Nieves       |

### Cuarta ronda (Hexagonal final)
| Equipo            | Pts | PJ | PG | PE | PP | GF | GC | Dif |
| ----------------- | --- | -- | -- | -- | -- | -- | -- | --- |
| México            | 22  | 10 | 7  | 1  | 2  | 22 | 9  | 13  |
| Estados Unidos    | 22  | 10 | 7  | 1  | 2  | 16 | 6  | 10  |
| Costa Rica        | 16  | 10 | 5  | 1  | 4  | 15 | 14 | 1   |
| Trinidad y Tobago | 13  | 10 | 4  | 1  | 5  | 10 | 15 | -5  |
| Guatemala         | 11  | 10 | 3  | 2  | 5  | 16 | 18 | -2  |
| Panamá            | 2   | 10 | 0  | 2  | 8  | 4  | 21 | -17 |

| Fecha                   | Lugar               |                   |                              | Resultado |                              |                   |
| ----------------------- | ------------------- | ----------------- | ---------------------------- | --------- | ---------------------------- | ----------------- |
| 9 de febrero de 2005    | Tibás               | Costa Rica        | Bandera de Costa Rica        | 1:2 (1:2) | Bandera de México            | México            |
| 27 de marzo de 2005     | Ciudad de México    | México            | Bandera de México            | 2:1 (2:0) | Bandera de Estados Unidos    | Estados Unidos    |
| 30 de marzo de 2005     | Panamá              | Panamá            | Bandera de Panamá            | 1:1 (0:1) | Bandera de México            | México            |
| 4 de junio de 2005      | Ciudad de Guatemala | Guatemala         | Bandera de Guatemala         | 0:2 (0:2) | Bandera de México            | México            |
| 8 de junio de 2005      | San Nicolás         | México            | Bandera de México            | 2:0 (0:0) | Bandera de Trinidad y Tobago | Trinidad y Tobago |
| 17 de agosto de 2005    | Ciudad de México    | México            | Bandera de México            | 2:0 (0:0) | Bandera de Costa Rica        | Costa Rica        |
| 3 de septiembre de 2005 | Columbus            | Estados Unidos    | Bandera de Estados Unidos    | 2:0 (0:0) | Bandera de México            | México            |
| 7 de septiembre de 2005 | Ciudad de México    | México            | Bandera de México            | 5:0 (1:0) | Bandera de Panamá            | Panamá            |
| 8 de octubre de 2005    | San Luis Potosí     | México            | Bandera de México            | 5:2 (1:1) | Bandera de Guatemala         | Guatemala         |
| 12 de octubre de 2005   | Puerto España       | Trinidad y Tobago | Bandera de Trinidad y Tobago | 2:1 (1:1) | Bandera de México            | México            |

### Goleadores
| Jugador            | Goles | PJ |
| ------------------ | ----- | -- |
| Jared Borgetti     | 14    | 14 |
| Jaime Lozano       | 11    | 11 |
| Francisco Fonseca  | 10    | 11 |
| Luis Ernesto Pérez | 5     | 11 |
| Adolfo Bautista    | 4     | 2  |
| Sergio Santana     | 4     | 4  |
| Héctor Altamirano  | 3     | 7  |
| Sinha              | 3     | 12 |
| Daniel Osorno      | 2     | 5  |
| Jesús Arellano     | 2     | 5  |
| Rafael Márquez     | 2     | 11 |
| David Oteo         | 1     | 1  |
| Francisco Palencia | 1     | 2  |
| Guillermo Franco   | 1     | 2  |
| Duilio Davino      | 1     | 3  |
| Ramón Morales      | 1     | 7  |
| Pável Pardo        | 1     | 8  |

## Enfrentamientos previos
| Fecha                   | Lugar            |              |                             | Resultado |                                            |                 |
| ----------------------- | ---------------- | ------------ | --------------------------- | --------- | ------------------------------------------ | --------------- |
| 16 de noviembre de 2005 | Phoenix          | México       | Bandera de México           | 0:3 (0:2) | Bandera de Bulgaria                        | Bulgaria        |
| 14 de diciembre de 2005 | Phoenix          | México       | Bandera de México           | 2:0 (1:0) | Bandera de Hungría                         | Hungría         |
| 25 de enero de 2006     | San Francisco    | México       | Bandera de México           | 2:1 (1:1) | Bandera de Noruega                         | Noruega         |
| 15 de febrero de 2006   | Los Ángeles      | México       | Bandera de México           | 0:1 (0:1) | Bandera de Corea del Sur                   | Corea del Sur   |
| 1 de marzo de 2006      | Frisco           | México       | Bandera de México           | 1:0 (0:0) | Bandera de Ghana                           | Ghana           |
| 29 de marzo de 2006     | Chicago          | México       | Bandera de México           | 2:1 (1:1) | Bandera de Paraguay                        | Paraguay        |
| 5 de mayo de 2006       | Pasadena         | México       | Bandera de México           | 1:0 (0:0) | Bandera de Venezuela                       | Venezuela       |
| 12 de mayo de 2006      | Ciudad de México | México       | Bandera de México           | 2:1 (2:0) | Bandera de República Democrática del Congo | R. D. del Congo |
| 27 de mayo de 2006      | Saint-Denis      | Francia      | Bandera de Francia          | 1:0 (1:0) | Bandera de México                          | México          |
| 1 de junio de 2006      | Eindhoven        | Países Bajos | Bandera de los Países Bajos | 2:1 (0:1) | Bandera de México                          | México          |

## Jugadores
| #  | Nombre               | Posición      | Edad | PJ Sel | Club                   |
| -- | -------------------- | ------------- | ---- | ------ | ---------------------- |
| 1  | Oswaldo Sánchez      | Portero       | 32   | 70     | C. D. Guadalajara      |
| 2  | Claudio Suárez       | Defensa       | 37   | 178    | C. D. Chivas USA       |
| 3  | Carlos Salcido       | Defensa       | 26   | 32     | C. D. Guadalajara      |
| 4  | Rafael Márquez       | Defensa       | 27   | 65     | F. C. Barcelona        |
| 5  | Ricardo Osorio       | Defensa       | 26   | 39     | Cruz Azul F. C.        |
| 6  | Gerardo Torrado      | Mediocampista | 27   | 56     | Cruz Azul F. C.        |
| 7  | Sinha                | Mediocampista | 30   | 32     | Deportivo Toluca F. C. |
| 8  | Pável Pardo          | Mediocampista | 30   | 125    | C. F. América          |
| 9  | Jared Borgetti       | Delantero     | 32   | 75     | Bolton Wanderers       |
| 10 | Guillermo Franco     | Delantero     | 29   | 7      | Villarreal C. F.       |
| 11 | Ramón Morales        | Mediocampista | 30   | 46     | C. D. Guadalajara      |
| 12 | José de Jesús Corona | Portero       | 25   | 6      | Tecos de la UAG        |
| 13 | Guillermo Ochoa      | Portero       | 20   | 1      | C. F. América          |
| 14 | Gonzalo Pineda       | Defensa       | 23   | 30     | C. D. Guadalajara      |
| 15 | José Antonio Castro  | Defensa       | 25   | 12     | C. F. América          |
| 16 | Mario Méndez         | Defensa       | 27   | 32     | C. F. Monterrey        |
| 17 | Francisco Fonseca    | Delantero     | 26   | 29     | Cruz Azul F. C.        |
| 18 | Andrés Guardado      | Mediocampista | 19   | 7      | Atlas F. C.            |
| 19 | Omar Bravo           | Delantero     | 26   | 33     | C. D. Guadalajara      |
| 20 | Rafael García        | Mediocampista | 31   | 52     | Atlas F. C.            |
| 21 | Jesús Arellano       | Mediocampista | 33   | 69     | C. F. Monterrey        |
| 22 | Francisco Rodríguez  | Defensa       | 24   | 32     | C. D. Guadalajara      |
| 23 | Luis Ernesto Pérez   | Mediocampista | 25   | 52     | C. F. Monterrey        |
| DT | Ricardo La Volpe     |               |      |        |                        |

## Participación

### Primera fase
| Equipo   | Pts | PJ | PG | PE | PP | GF | GC | Dif |
| -------- | --- | -- | -- | -- | -- | -- | -- | --- |
| Portugal | 9   | 3  | 3  | 0  | 0  | 5  | 1  | 4   |
| México   | 4   | 3  | 1  | 1  | 1  | 4  | 3  | 1   |
| Angola   | 2   | 3  | 0  | 2  | 1  | 1  | 2  | -1  |
| Irán     | 1   | 3  | 0  | 1  | 2  | 2  | 6  | -4  |

| 11 de junio de 2006, 18:00 | México                    | 3:1 (1:1) | Irán             | Est. de la Copa Mundial, Núremberg                          |                                                             |
|                            | Bravo 28' 76' · Sinha 79' | Reporte   | Golmohammadi 36' | Asistencia: 41 000 espectadores Árbitro(s): Roberto Rosetti | Asistencia: 41 000 espectadores Árbitro(s): Roberto Rosetti |

| 16 de junio de 2006, 21:00 | México | 0:0     | Angola | Est. de la Copa Mundial, Hanóver                           |                                                            |
|                            |        | Reporte |        | Asistencia: 43 000 espectadores Árbitro(s): Shamsul Maidin | Asistencia: 43 000 espectadores Árbitro(s): Shamsul Maidin |

| 21 de junio de 2006, 16:00 | Portugal                      | 2:1 (2:1) | México      | Est. de la Copa Mundial, Gelsenkirchen                   |                                                          |
|                            | Maniche 6' · Simão 24' (pen.) | Reporte   | Fonseca 29' | Asistencia: 52 000 espectadores Árbitro(s): Ľuboš Micheľ | Asistencia: 52 000 espectadores Árbitro(s): Ľuboš Micheľ |

### Octavos de final
México enfrentó a Argentina en octavos de final, a pesar de comenzar con un gol a favor al minuto 5', cuatro minutos después Hernán Crespo empató el partido, el resultado se mantuvo así hasta los 90' minutos, por lo que siguió un alargue, a los 98', Maxi Rodríguez marcó el tanto que dejó a México afuera del mundial.
| 24 de junio de 2006, 21:00 | Argentina                  | 2:1 (1:1, 1:1) (t. s.) | México     | Zentralstadion, Leipzig                                     |                                                             |
|                            | Crespo 10' · Rodríguez 98' | Reporte                | Márquez 6' | Asistencia: 43 000 espectadores Árbitro(s): Massimo Busacca | Asistencia: 43 000 espectadores Árbitro(s): Massimo Busacca |

## Estadísticas
| Equipo | Equipo    | Pts | PJ | PG | PE | PP | GF | GC | Dif | Rend  |
| ------ | --------- | --- | -- | -- | -- | -- | -- | -- | --- | ----- |
| 14     | Suecia    | 5   | 4  | 1  | 2  | 1  | 3  | 4  | -1  | 41,6% |
| 15     | México    | 4   | 4  | 1  | 1  | 2  | 5  | 5  | 0   | 33,3% |
| 16     | Australia | 4   | 4  | 1  | 1  | 2  | 5  | 6  | -1  | 33,3% |

### Participación de jugadores
| #  | Nombre              | Posición      | PJ | Min |   | Asist | Tiros | Faltas |   |   |
| -- | ------------------- | ------------- | -- | --- | - | ----- | ----- | ------ | - | - |
| 2  | Claudio Suárez      | Defensa       | 0  | 0   | 0 | 0     | 0     | 0-0    | 0 | 0 |
| 3  | Carlos Salcido      | Defensa       | 4  | 390 | 0 | 0     | 1     | 2-11   | 1 | 0 |
| 4  | Rafael Márquez      | Defensa       | 4  | 390 | 1 | 0     | 5     | 16-7   | 2 | 0 |
| 5  | Ricardo Osorio      | Defensa       | 4  | 390 | 0 | 0     | 0     | 11-3   | 0 | 0 |
| 6  | Gerardo Torrado     | Mediocampista | 3  | 218 | 0 | 0     | 1     | 0-6    | 2 | 0 |
| 7  | Sinha               | Mediocampista | 4  | 188 | 1 | 1     | 4     | 5-2    | 1 | 0 |
| 8  | Pável Pardo         | Mediocampista | 4  | 307 | 0 | 1     | 5     | 2-9    | 0 | 0 |
| 9  | Jared Borgetti      | Delantero     | 2  | 171 | 0 | 0     | 5     | 3-7    | 0 | 0 |
| 10 | Guillermo Franco    | Delantero     | 3  | 129 | 0 | 1     | 4     | 6-4    | 0 | 0 |
| 11 | Ramón Morales       | Mediocampista | 2  | 86  | 0 | 0     | 0     | 3-0    | 0 | 0 |
| 14 | Gonzalo Pineda      | Defensa       | 4  | 290 | 0 | 0     | 0     | 4-5    | 1 | 0 |
| 15 | José Antonio Castro | Defensa       | 2  | 142 | 0 | 0     | 0     | 6-2    | 1 | 0 |
| 16 | Mario Méndez        | Defensa       | 4  | 379 | 0 | 2     | 0     | 8-12   | 0 | 0 |
| 17 | Francisco Fonseca   | Delantero     | 4  | 266 | 1 | 0     | 9     | 5-7    | 1 | 0 |
| 18 | Andrés Guardado     | Mediocampista | 1  | 65  | 0 | 0     | 1     | 0-0    | 0 | 0 |
| 19 | Omar Bravo          | Delantero     | 3  | 270 | 2 | 0     | 10    | 8-8    | 0 | 0 |
| 20 | Rafael García       | Mediocampista | 0  | 0   | 0 | 0     | 0     | 0-0    | 0 | 0 |
| 21 | Jesús Arellano      | Mediocampista | 1  | 39  | 0 | 0     | 1     | 0-1    | 0 | 0 |
| 22 | Francisco Rodríguez | Defensa       | 1  | 45  | 0 | 0     | 0     | 2-1    | 1 | 0 |
| 23 | Luis Ernesto Pérez  | Mediocampista | 2  | 105 | 0 | 0     | 0     | 3-6    | 2 | 1 |
| 1  | Oswaldo Sánchez     | Portero       | 4  | 390 | 5 | 1,25  | 11    | 0-0    | 0 | 0 |
| 12 | Jesús Corona        | Portero       | 0  | 0   | 0 | 0     | 0     | 0-0    | 0 | 0 |
| 13 | Guillermo Ochoa     | Portero       | 0  | 0   | 0 | 0     | 0     | 0-0    | 0 | 0 |

### Goles y asistencias
Tabla realizada a partir de los criterios utilizados para elegir la Bota de oro.
Simbología:

: goles anotados.

As: número de asistencias para gol.

Min: minutos jugados.

PJ: partidos jugados.

GP: goles de penal.

| Posición | Jugador                | Anotado | As. | Min. | PJ | GP |
| 19°      | Omar Bravo             | 2       | 0   | 270  | 3  | 0  |
| -------- | ---------------------- | ------- | --- | ---- | -- | -- |
| 36°      | Sinha                  | 1       | 1   | 186  | 4  | 0  |
| 84°      | Francisco Fonseca      | 1       | 0   | 264  | 4  | 0  |
| 100°     | Rafael Márquez Álvarez | 1       | 0   | 390  | 4  | 0  |
| —        | Mario Méndez           | 0       | 2   | 379  | 4  | 0  |
| —        | Guillermo Franco       | 0       | 1   | 129  | 3  | 0  |
| —        | Pável Pardo            | 0       | 1   | 307  | 4  | 0  |